# Tipp City
Tipp City è un comune degli Stati Uniti d'America, situato nello stato dell'Ohio, nella contea di Miami.